# Where the Trail Divides
Where the Trail Divides è un film muto del 1914 diretto da James Neill.

## Trama
Due bambini, How e Bess, lui indiano, lei bianca, rimasti orfani, vengono adottati dal colonnello Landers che li cresce come figli suoi. Ormai adulti, i due giovani stanno per sposarsi, provocando la rabbia di Clayton, il nipote di Landers, che ha messo gli occhi su Bess. Quando il colonnello muore, suo nipote, per prima cosa, butta fuori di casa il rivale. How un giorno vede Bess abbracciata a Clayton. Decide così di ridarle la sua libertà. La giovane se ne va via, andando a vivere a New York. Ma l'unione con Clayton si rivela infelice. Intanto, nei terreni che How aveva comperato con Bess, viene trovato il petrolio. Il giovane indiano si reca a New York per informarla della scoperta ma la ritrova infelice e tradita. Bess decide di rifiutare Clayton e di tornare a casa con How, dove loro due potranno iniziare una nuova vita.

## Produzione
La sceneggiatura del film, che fu prodotto dalla Jesse L. Lasky Feature Play Company, si basa sul romanzo omonimo di William Otis Lillibridge, pubblicato a New York nel 1907.

## Distribuzione
Il copyright del film, richiesto dalla Jesse L. Lasky Feature Play Co., fu registrato il 30 settembre 1914 con il numero LU3451.
Distribuito dalla Paramount Pictures, il film uscì nelle sale cinematografiche degli Stati Uniti il 12 ottobre 1914.
Non si conoscono copie ancora esistenti della pellicola che viene considerata presumibilmente perduta.